# Häikänsaaret (ö i Kajanaland)
Häikänsaaret är en ö i Finland. Den ligger i sjön Iso-Palonen och i kommunen Kuhmo i den ekonomiska regionen  Kehys-Kainuu  och landskapet Kajanaland, i den östra delen av landet, 500 km nordost om huvudstaden Helsingfors. Öns area är 0,8 hektar och dess största längd är 310 meter i öst-västlig riktning.  Notera att namnet antyder att det är fråga om flera öar.